# آلما (آیووا)
الما (به انگلیسی: Elma) شهری در ایالت آیووا کشور ایالات متحده آمریکا است که جمعیت آن در سرشماری سال ۲۰۱۰ میلادی، ۵۴۶ نفر بوده‌است.